# Rein Taaramäe
Rein Taaramäe (* 24. dubna 1987) je estonský profesionální silniční cyklista jezdící za UCI WorldTeam Intermarché–Circus–Wanty.
Profesionálně závodí od roku 2008. Je mistrem Estonska v závodě s hromadným startem z let 2009 a 2013 a v časovce z let 2009, 2011, 2012, 2019 a 2021. Vyhrál etapové závody Arctic Race of Norway v roce 2015 a Kolem Slovinska 2016. V roce 2011 obsadil jedenácté místo v celkové klasifikaci Tour de France. Získal etapové vítězství na Vuelta a España 2011 a Giro d'Italia 2016. Na mistrovství světa v silniční cyklistice 2015 dojel v závodě s hromadným startem čtrnáctý.